# Hyla lactea
"Hyla" lactea
Espèce
"Hyla" lactea est une espèce d'amphibien de la famille des Hylidés dont la position taxonomique est incertaine (Incertae sedis).

## Histoire
Synonyme de :
- Hyla hypocondrialis Daudin, 1800, pour Daudin, 1802
- Rana boans  Linnaeus, 1758 pour Daudin, 1802
- Calamita punctatus Schneider, 1799, pour Schneider, 1799
- Calamita melanorabdotus, Schneider, 1799, pour Merrem, 1820
- Actuellement Incertae sedis.

## Synonymie
- Hyla lactea Lönnberg, 1896  est aussi un synonyme de Hypsiboas boans (Linnaeus, 1758)
- Hyla lactea Daudin, 1800  est aussi un synonyme de Sphaenorhynchus lacteus (Daudin, 1800)

## Publication originale
- Laurenti, 1768 : Specimen medicum, exhibens synopsin reptilium emendatam cum experimentis circa venena et antidota reptilium austriacorum Vienna Joan Thomae p. 1-217 (texte intégral).